# 德意志之秋

德意志之秋（德語：Deutscher Herbst）指的是1977年末的一系列事件，其中包括西德极左翼反政府组织红军派绑架德国雇主协会总会主席汉斯·马丁·施莱尔，及随后解放巴勒斯坦人民阵线（简称人阵）劫持汉莎航空181号班机要求释放被关押的10名红军派成员和2名人阵成员及1500万美元赎金。1977年4月3日，西德联邦总检察长西格弗里德·布巴克刺杀事件和后来7月30日银行家于尔根·彭托未遂绑架谋杀事件则标志着德意志之秋的开始。10月18日，劫机事件解决，红军派主要人物当晚于监狱中自杀，德意志之秋结束。